# Уолдо, Джанет
Джа́нет Уо́лдо-Ли (англ. Janet Waldo-Lee; 4 февраля 1919, Якима, Вашингтон, США — 12 июня 2016) — американская актриса и певица.

## Карьера
Начала свою кинокарьеру в 1938 году.
В 1952 году снялась в культовом американском сериале Я люблю Люси в серии «Юные поклонники» (1 сезон 20 серия), исполнив роль Пегги Досон — молодой воздыхательницы Рикки Рикардо, которая пыталась отбить его от Люси.

## Личная жизнь
В 1948—1994 года Джанет была замужем за драматургом и лириком Робертом Эдвином Ли (1918—1994), который оставил её вдовой. В браке с Ли Уолдо родила сына и дочь.